# Benthana trinodulata
Benthana trinodulata is een pissebed uit de familie Philosciidae. De wetenschappelijke naam van de soort is voor het eerst geldig gepubliceerd in 2003 door Araujo & Lopes.